# Cure (film, 1997)
Pour les articles homonymes, voir Cure.
Pour plus de détails, voir Fiche technique et Distribution.
Cure (キュア, Kyua) est un film japonais écrit et réalisé par Kiyoshi Kurosawa, sorti en 1997.

## Synopsis
L'histoire se déroule sur une plage désertique et dans un Tokyo vide. Des personnes, en apparence innocentes, deviennent des tueurs ou des victimes en puissance après avoir rencontré un jeune homme amnésique. L'inspecteur Takabe mène une enquête liée à ces crimes choquants et inexpliqués, qui le conduit sur la piste de ce jeune homme mystérieux.

## Fiche technique
- Titre : Cure
- Titre original : CURE (キュア, Kyua)
- Réalisation : Kiyoshi Kurosawa
- Scénario : Kiyoshi Kurosawa
- Musique : Gary Ashiya
- Photographie : Tokusho Kikumura
- Montage : Kan Suzuki
- Production : Tetsuya Ikeda, Satoshi Kanno, Atsuyuki Shimoda, Tsutomu Tsuchikawa et Hiroyuki Kato
- Pays d'origine :  Japon
- Format : couleurs - 1,85:1 - Stéréo - 35 mm
- Genre : policier
- Durée : 115 minutes
- Dates de sortie :
  - Japon : 6 novembre 1997 (festival de Tokyo) ; 27 décembre 1997 (sortie nationale)
  - France : 10 novembre 1999
- Film interdit aux moins de 12 ans lors de sa sortie en France

## Distribution
- Kōji Yakusho : Kenichi Takabe
- Masato Hagiwara : Kunio Mamiya
- Tsuyoshi Ujiki : Makoto Sakuma
- Anna Nakagawa : Fumie Takabe
- Yoriko Dōguchi : Dr Akiko Miyajima
- Yukijirō Hotaru : Ichiro Kuwano
- Denden : Oida
- Ren Osugi : Fujiwara
- Masahiro Toda : Toru Hanaoka
- Misayo Haruki : Tomoko Hanaoka
- Shun Nakayama : Kimura
- Akira Otaka : Yasukawa
- Shogo Suzuki : Tamura
- Toshi Kato : Psychiatre
- Hajime Tanimoto : Le patron de Takabe

## Distinctions
- Prix du meilleur acteur (Kôji Yakusho), lors du Festival international du film de Tokyo 1997.
- Prix du meilleur acteur (Kôji Yakusho), lors des Prix Hōchi du cinéma 1997.
- Nomination au prix du meilleur second rôle masculin (Masato Hagiwara), lors des Awards of the Japanese Academy 1998.
- Prix du meilleur acteur (Kôji Yakusho), lors des Blue Ribbon Awards 1998.
- Prix du meilleur film et du meilleur second rôle masculin (Masato Hagiwara), lors des Japanese Professional Movie Awards 1998.
- Prix de la meilleure direction artistique (Tomoyuki Maruo), lors du Mainichi Film Concours 1999[1].